# Jean Offenberg
Jean Henri Marie Offenberg (Laken, 3 juli 1916 - RAF Digby, 22 januari 1942) was een Belgische militaire piloot en aas die tijdens de Tweede Wereldoorlog diende in het Belgisch Militair Vliegwezen/Aviation Militaire Belge en de Britse Royal Air Force (RAF).

## Voor de oorlog
Offenberg was de zoon van een Nederlandse vader (uit Rotterdam) en een Belgische moeder. Nadat hij in 1936 de Belgische nationaliteit had verkregen vervulde hij dat jaar zijn militaire dienst, waarna hij voor twee jaar opnieuw dienst als piloot in het Militair Vliegwezen. Hij begon zijn opleiding in Wevelgem (77e promotie) en behaalde zijn militaire licentie op 25 maart 1939. Vervolgens werd hij geplaatst bij het 4e Smaldeel ‘Wit Zwaantje’/Escadrille ‘Cocotte Blanche’ (4/II/2 AéM) in Nijvel (basis nr. 10) dat was uitgerust met de Fairey Firefly.
In de nacht van 8/9 september 1939 strooiden zes Britse Armstrong Whitworth Whitley bommenwerpers folders uit boven Kiel en Hamburg. Twee Whitleys dwaalden bij hun terugkeer af over neutraal België. Offenberg en 1e Sergeant (1Sgt) Alexis Jottard (1912-1940) onderschepten in hun Fireflies een van de Whitleys en dwongen deze om te landen op hun eigen vliegveld in Nijvel. De bemanning werd geïnterneerd en al snel weer vrijgelaten, maar de Whitley was op 10 mei nog steeds op het vliegveld en werd vermoedelijk vernietigd tijdens de Duitse invasie.
Op 20 november 1939 werd Offenberg aangesteld als onderluitenant (Olt). 
Begin 1940 worden de Fireflies van 4/II/2 vervangen door modernere Fiat CR.42’s. .

## Tijdens de oorlog
België ging de oorlog in op 10 mei 1940 toen het werd binnengevallen door Duitse troepen. De eenheid van Offenberg, 4/II/2, opereerde vanaf hun oorlogsbasis Brustem (basis nr. 22). Op 10 mei 1940 stegen Olt Offenberg en 4 anderen om 06:05 op in hun CR.42's, en splitsten zich op in twee patrouilles. Offenberg, Jottard en 1Sgt Jean Maes vielen een formatie Dornier Do 17’s en Messerschmitt Bf 109’s aan. Offenberg schoot een Do 17 neer en beschadigde een andere.
Onder Duitse druk trok 4/II/2 zich met de rest van het regiment terug naar Chartres en een paar dagen later 19 juni naar Montpellier vanwaar Offenberg en Jottard met een Frans Caudron Simoun C635 licht transportvliegtuig naar Phillipeville in Algerije reisden en vervolgens naar de Belgische vliegschool in Oujda.
Van daaruit proberen ze een vliegtuig te krijgen om naar Gibraltar te komen. Toen dat niet lukte namen ze de trein naar Casablanca waar ze zich aansluiten bij andere Belgische en Poolse piloten die Engeland proberen te bereiken. Op 28 juni vertrekken ze aan boord van het vrachtschip Djebel Druse bereiken ze, samen met o.a. Baudouin de Hemptinne (1909-1942) en Henri Picard (1916-1944) naar Gibraltar, waar ze aan boord van de Britse vrachtvaarder Har Zion naar Liverpool gaan, waar ze arriveren op 16 juli 1940.:p8
Offenberg werd op 30 juli 1940 aangesteld als Pilot Officer (P/O) (onderluitenant) bij de 6e Operational Training Unit (6 OTU) bij Sutton Bridge voor omscholing naar de Hawker Hurricane. De Engelsen konden Offenbergs bijnaam Peike niet uitspreken, en verbasterden hem tot Pyker.
Op 17 augustus 1940:p11 werd Offenberg geplaatst bij 145 Squadron RAF in Tangmere waarmee hij vocht in de Slag om Engeland. Op 31 oktober 1940 werd hij bevorderd tot Flying Officer (F/O) (eerste luitenant). Vanaf januari 1941 schakelde 145 Sqn over op Supermarine Spitfire.
Op 17 juni 1941:p74 werd hij samen met De Hemptinne bij 609 Sqn RAF op Biggin Hill geplaatst waar al meer Belgische RAF-piloten zaten. De volgende dag ontving hij als eerste Belg het Distinguished Flying Cross. Hij schreef daarover: J'ai reçu la D.F.C. Je ne crois pas que je la mérite (Ik heb de D.F.C. Ik denk niet dat ik het verdien):p76 Op 19 november 1941:p145 werd 609 Sqn RAF verplaatst naar Digby in Lincolnshire.
Op 21 juli 1941 ontving hij het Oorlogskruis/Croix de guerre 1940. Op 27 juli werd hij commandant van de 'B' Flight, en op 30 juli werd hij bevorderd tot Flight Lieutenant (F/Lt) (kapitein).
Op 22 januari 1942 voerden F/Lt Offenberg en een andere Belgische vlieger, F/Lt Robert 'Balbo' Roelandt (1910-1944) een trainingsvlucht uit in hun Spitfire Mk.Vb’s. Een Spitfire van 92 Sqn, gevlogen door de 18-jarige Britse Pilot Sergeant Godfrey De Renzi (1923-1942), voerde een oefenaanval uit op het toestel van Offenberg. Dit resulteerde echter in een botsing waarbij beide piloten om het leven kwamen.. Offenberg werd begraven op 26 januari 1942 op de begraafplaats van Digby, Lincolnshire.
Offenberg behaalde in totaal 7 bevestigde overwinningen (5 + 2 gedeelde), 5 waarschijnlijke en beschadigde daarnaast 7 vijandelijke toestellen (5 + 2 gedeelde).

## Trivia
- Vliegbasis Florennes werd op 20 augustus 1956 omgedoopt tot Jean Offenberg Basis/Base Aérienne Jean Offenberg.
- In Laken is een plein naar Offenberg genoemd: het Jean Offenbergplein.[30]

## Luchtoverwinningen
| Datum      | Claim                 | Locatie                                  | Opmerking                 | Toegekend | Eigen toestel               | Eenheid          |
| ---------- | --------------------- | ---------------------------------------- | ------------------------- | --------- | --------------------------- | ---------------- |
| 10-5-1940  | Dornier Do 17a)       | nabij St Truiden                         | Beschadigd                |           | Fiat CR.32                  | 4/II/2 AéM       |
| 10-5-1940  | Do 17b)               | nabij St Truiden                         | Vernietigd                | 1         | Fiat CR.32                  | 4/II/2 AéM       |
| 8-8-1940   | Do 17                 | 35 mijl oost van Montrose                | Beschadigd (gedeeld)      |           | Hawker Hurricane Mk.I       | 145 Squadron RAF |
| 27-10-1940 | Messerschmitt Bf 109E | 5 mijl zuid van Bembridge                | Waarschijnlijk vernietigd |           | Hawker Hurricane Mk.I       | 145 Squadron RAF |
| 1-11-1940  | Bf 109Ec)             | Noord van Selsey                         | Vernietigd                | 1         | Hawker Hurricane Mk.I       | 145 Squadron RAF |
| 6-11-1940  | Bf 109Ed)             | 5 mijl zuidzuidoost van Dun Nose (Wight) | Vernietigd (gedeeld)      | ½         | Hawker Hurricane Mk.I       | 145 Squadron RAF |
| 9-11-1940  | Junkers Ju 88e)       | Zuid van Wight                           | Beschadigd (gedeeld)      |           | Hawker Hurricane Mk.I       | 145 Squadron RAF |
| 11-11-1940 | Heinkel He 111f)      | Voor de kust bij Selsey Bill             | Vernietigd (gedeeld)      | ½         | Hawker Hurricane Mk.I       | 145 Squadron RAF |
| 5-5-1941   | Heinkel He 60g)       | Noord van Point de Barfleur              | Beschadigd                |           | Supermarine Spitfire Mk.IIb | 145 Squadron RAF |
| 5-5-1941   | He 60g)               | Noord van Point de Barfleur              | Vernietigd                | 1         | Supermarine Spitfire Mk.IIb | 145 Squadron RAF |
| 5-5-1941   | Bf 109Eh)             | Het Kanaal                               | Vernietigd                | 1         | Supermarine Spitfire Mk.IIb | 145 Squadron RAF |
| 22-6-1941  | Bf 109E               | Oost van Gravelines                      | Beschadigd                |           | Supermarine Spitfire Mk.Vb  | 609 Squadron RAF |
| 7-7-1941   | Bf 109F               | Voor de kust bij Le Touquet              | Vernietigd                | 1         | Supermarine Spitfire Mk.Vb  | 609 Squadron RAF |
| 19-7-1941  | Bf 109i)              | Duinkerke                                | Waarschijnlijk vernietigd |           | Supermarine Spitfire Mk.Vb  | 609 Squadron RAF |
| 6-8-1941   | Bf 109j)              |                                          | Waarschijnlijk vernietigd |           | Supermarine Spitfire Mk.Vb  | 609 Squadron RAF |
| 27-8-1941  | Bf 109                | Noordoost Frankrijk                      | Waarschijnlijk vernietigd |           | Supermarine Spitfire Mk.Vb  | 609 Squadron RAF |
| 29-8-1941  | Bf 109j)              | Hazebrouck                               | Waarschijnlijk vernietigd |           | Supermarine Spitfire Mk.Vb  | 609 Squadron RAF |
| 27-9-1941  | Bf 109                | 5 mijl noord van St Omer                 | Beschadigd                |           | Supermarine Spitfire Mk.Vb  | 609 Squadron RAF |
| 13-10-1941 | Bf 109Fk)             | 10 mijl noordwest van Le Touquet         | Beschadigd                |           | Supermarine Spitfire Mk.Vb  | 609 Squadron RAF |

a) – Dornier Do 17 van II/KG77 beschadigd ten oosten van Waremme om 06:30.

b) – Deze claim kon niet geverifieerd worden.

c) – Bf 109E4 'Weiß 9' van 1-I/JG2; Oblt Hermann Reiff-Erscheidt POW.

d) – Geleed met een vlieger van 56 Sqn RAF. Waarschijnlijk Obfw Heinrich Klopp, 'Schwartz 1', van II/JG2, – ook aangevallen door de Britse aas sgt. Andrew McDowall van 602 Sqn RAF

e) – Dit was waarschijnlijk een Ju 88 van I/KG51 die een noodlanding maakte bij terugkeer in Villaroche.

f) – He 111 van II/KG27, die neerstortte in Le Havre. In eerste instantie als 'waarschijnlijk' geregistreerd in Combats and Casualties, maar later bevestigd door 'Y' Service.

g) – He 60 van I/Seenot Gruppe.

h) – In eerste instantie als 'waarschijnlijk' geregistreerd, maar staat in Offenberg’s dossier als ‘bevestigd’.

i) – Staat als ‘beschadigd’ in Combats and Casualties.

j) – Niet vermeld in Combats and Casualties.

k) – Vermoedelijk geclaimd na gevecht met Bf 109s van JG2 en JG26, die na 2 aanvallen 20 Spitfires en 2 Blenheims claimden, met onbekend aantal eigen verliezen. RAF Vliegers claimden 6 Bf 109s vernietigd en 3 beschadigd, met verleis van 4 Spitfires en geen Blenheims.